# Jessica Sula

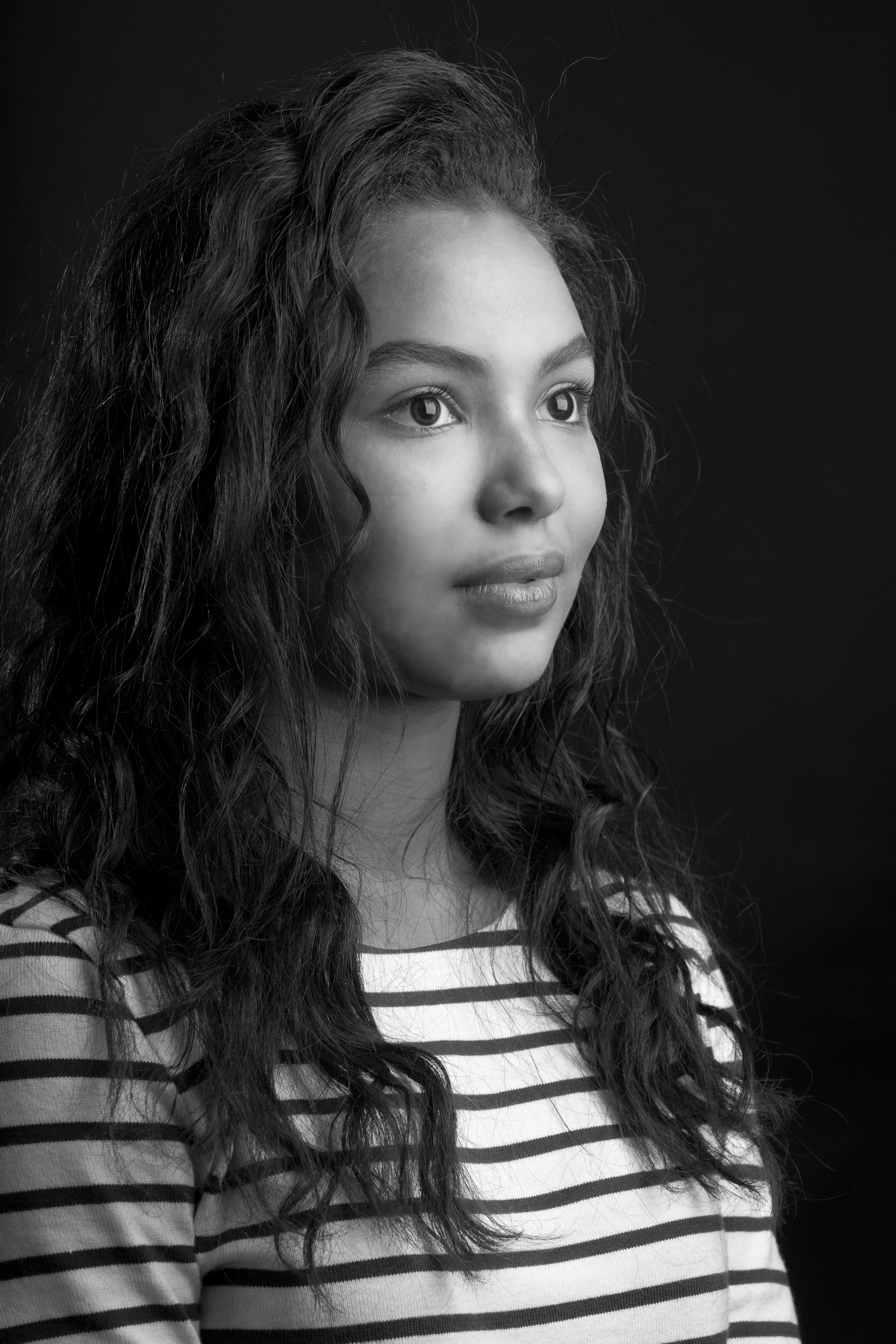
Jessica Sula

Jessica Bianca Sula, auch Jessica Bianca Blades-Sula (* 3. Mai 1994 in Gorseinon, Swansea, Wales, Vereinigtes Königreich), ist eine britische Schauspielerin.

## Leben und Wirken
Die Tochter einer Frau aus Trinidad und Tobago und eines Mannes mit deutschen und estnischen Wurzeln wuchs im südwalisischen Gorseinon (Teil von Swansea) auf, wo sie am dortigen College Kurse in Spanisch, Französisch und Schauspielkunst belegte. Zu dieser Zeit (2010) bewarb sich Jessica Sula für die Rolle der sanftmütigen und ein wenig verträumten Grace Blood in der Jugendserie Skins – Hautnah und wurde unter rund 8000 Bewerberinnen ausgewählt. Sie spielte diesen Charakter in der fünften und sechsten Staffel. 2013 folgte mit Love & Marriage, wo sie die Scarlett Quilter verkörperte, eine weitere Fernsehserie.
Es schlossen sich sowohl Angebote vom Fernsehen als auch vom Kinofilm an. Nach ihrem Leinwanddebüt mit der Hauptrolle der Layla, die in Honeytrap in den Strudel großstädtischer, schwarzer Jugendgewaltkriminalität gerät, blieb die dunkelhäutige Nachwuchsmimin vor allem mit ihrer Darstellung des ebenfalls minderjährigen Entführungsopfers Marcia, einer Nebenrolle, in M. Night Shyamalans Persönlichkeitsspaltungs-Thriller Split in Erinnerung. Es folgten durchgehende Rollen in der Netflix-Serie Godless und in der Horrorserie Scream. Zwischendurch sah man Jessica Sula auch weiterhin in Kinofilmen.

## Filmografie
- 2011–2012: Skins – Hautnah (Skins, Fernsehserie, 14 Folgen)
- 2013: Love & Marriage (Fernsehserie, 6 Folgen)
- 2014: Honeytrap
- 2015: Eye Candy (Fernsehserie, Folge 1x04)
- 2016: Recovery Road (Fernsehserie, 10 Folgen)
- 2016: Lucifer (Fernsehserie, Folge 2x01)
- 2016: Split
- 2017: The Lovers
- 2017: The Lost (Kurzfilm)
- 2017: Godless (Fernsehserie, 4 Folgen)
- 2019: Scream (Fernsehserie, 6 Folgen)
- 2019: Epic Night (Fernsehserie, 2 Folgen)
- 2019: All the Little Things We Kill
- 2020: Big Fork
- 2021: Panic (Fernsehserie, 10 Folgen)
- 2023: Malum
- 2023: Wayward